# Système de design
 (juin 2024).
Si vous disposez d'ouvrages ou d'articles de référence ou si vous connaissez des sites web de qualité traitant du thème abordé ici, merci de compléter l'article en donnant les références utiles à sa vérifiabilité et en les liant à la section « Notes et références ».
 (juin 2024).
La mise en forme du texte ne suit pas les recommandations de Wikipédia : il faut le « wikifier ».
Les points d'amélioration suivants sont les cas les plus fréquents. Le détail des points à revoir est peut-être précisé sur la page de discussion.
- Les titres sont pré-formatés par le logiciel. Ils ne sont ni en capitales, ni en gras.
- Le texte ne doit pas être écrit en capitales (les noms de famille non plus), ni en gras, ni en italique, ni en « petit »…
- Le gras n'est utilisé que pour surligner le titre de l'article dans l'introduction, une seule fois.
- L'italique est rarement utilisé : mots en langue étrangère, titres d'œuvres, noms de bateaux, etc.
- Les citations ne sont pas en italique mais en corps de texte normal. Elles sont entourées par des guillemets français : « et ».
- Les listes à puces sont à éviter, des paragraphes rédigés étant largement préférés. Les tableaux sont à réserver à la présentation de données structurées (résultats, etc.).
- Les appels de note de bas de page (petits chiffres en exposant, introduits par l'outil «  Source ») sont à placer entre la fin de phrase et le point final[comme ça].
- Les liens internes (vers d'autres articles de Wikipédia) sont à choisir avec parcimonie. Créez des liens vers des articles approfondissant le sujet. Les termes génériques sans rapport avec le sujet sont à éviter, ainsi que les répétitions de liens vers un même terme.
- Les liens externes sont à placer uniquement dans une section « Liens externes », à la fin de l'article. Ces liens sont à choisir avec parcimonie suivant les règles définies. Si un lien sert de source à l'article, son insertion dans le texte est à faire par les notes de bas de page.
- La présentation des références doit suivre les conventions bibliographiques. Il est recommandé d'utiliser les modèles {{Ouvrage}}, {{Chapitre}}, {{Article}}, {{Lien web}} et/ou {{Bibliographie}}. Le mode d'édition visuel peut mettre en forme automatiquement les références.
- Insérer une infobox (cadre d'informations à droite) n'est pas obligatoire pour parachever la mise en page.

Pour une aide détaillée, merci de consulter Aide:Wikification.
Si vous pensez que ces points ont été résolus, vous pouvez retirer ce bandeau et améliorer la mise en forme d'un autre article.
 (juin 2024).
Un système de design, un système de conception ou un design system est un ensemble de composants réutilisables et de normes claires qui peuvent être assemblés pour créer un nombre illimité d'applications. Les systèmes de design aident à la conception de produits numériques et au développement de produits tels que des applications mobiles ou des sites Web. Ils peuvent contenir, sans toutefois s'y limiter, des bibliothèques de modèles/composants, des dictionnaires de conception, des guides de style (police, couleur, espacement, placement), des composants codés, des langages de marque et de la documentation.
Il sert de référence en combinaison avec un dictionnaire de design qui garantit que les nombreuses équipes différentes impliquées dans la conception et la construction d'un produit créent des produits cohérents qui se ressemblent et se comportent les uns comme les autres.
Les systèmes de conception notables incluent Lightning Design System (par Salesforce), Material Design (par Google), Carbon Design System (par IBM) et Fluent Design System (par Microsoft).

## Avantages
Les avantages d’un système de design sont :
- Conception rationalisée jusqu'au flux de production.
- Crée un langage unifié entre et au sein des équipes interfonctionnelles.
- Des implementations plus rapides, grâce à des composants réutilisables et une rationalisation partagée.
- De meilleurs produits, grâce à des expériences utilisateur plus cohérentes et un langage de conception cohérent.
- Maintenance et évolutivité améliorées, grâce à la réduction des couts de conception et de realisation.
- Une concentration accrue sur les équipes produit, en s'attaquant aux problèmes courants afin que les équipes puissent se concentrer sur la résolution des besoins des utilisateurs[8].

## Origines
Les systèmes de design sont utilisés depuis longtemps sous différentes nomenclatures. Les systèmes de conception ont joué un rôle important dans le domaine de la conception depuis leur création, mais ils ont subi de nombreuses modifications et améliorations depuis leur origine. L'utilisation de systèmes ou de modèles, comme on les appelait dans les années 1960, a été mentionnée pour la première fois lors de la conférence de l'OTAN sur le génie logiciel (discussion sur la manière dont les logiciels devraient être développés) par Christopher Alexander, ce qui a attiré l'attention de l'industrie. Dans les années 1970, il a publié un livre intitulé « A Pattern Language » avec Murray Silverstein et Sara Ishikawa, qui traitait des modèles interconnectés dans l'architecture d'une manière simple et démocratique, ce qui a donné naissance à ce que nous connaissons aujourd'hui sous le nom de « Design Systems » (systèmes de design).
L'intérêt pour le domaine numérique s'est à nouveau accru dans la seconde moitié des années 1980, pour que cet outil soit utilisé dans le développement de logiciels, ce qui a conduit à la notion de modèle de conception de logiciel (Software Design Pattern). Comme les modèles sont mieux conservés dans un environnement d'édition collaboratif, cela a conduit à l'invention du premier wiki, qui a ensuite conduit à l'invention de Wikipédia elle-même. Des conférences régulières ont été organisées et, même à l'époque, les modèles étaient utilisés pour construire des interfaces utilisateur. L'essor s'est poursuivi jusque dans les années 90, les recherches de Jennifer Tidwell clôturant la décennie. L'intérêt scientifique s'est poursuivi jusque dans les années 2000.
L'intérêt général pour les langages de modèles pour la conception d'interfaces utilisateur a de nouveau augmenté avec l'ouverture de Yahoo! Design Pattern Library en 2006  avec l'introduction simultanée de Yahoo! Bibliothèque d'interface utilisateur ( bibliothèque YUI en abrégé). L'introduction simultanée visait à permettre une conception plus systématique que les simples composants fournis par la bibliothèque d'interface utilisateur.
Le  Material Design de Google a été en 2014 le premier à être qualifié de « langage de conception » par la firme (la version précédente s'appelait « Holo Theme »). Très vite, d’autres ont emboîté le pas.
Les défis techniques des projets Web à grande échelle ont conduit à l'invention d'approches systématiques dans les années 2010, notamment BEM  et Atomic Design. Le livre sur Atomic Design  a contribué à populariser le terme « Design System » depuis 2016. Le livre décrit une approche pour concevoir des mises en page de produits numériques d'une manière basée sur les composants, ce qui les rend évolutifs et faciles à mettre à jour.

## Différence entre les langages de modèles, les systèmes de design et les kits d'interface utilisateur
Un langage de modèles permet à ses modèles d'exister sous de nombreuses formes différentes - par exemple, un formulaire de connexion, avec un champ de saisie pour le nom d'utilisateur, le mot de passe et des boutons pour se connecter, s'inscrire et récupérer le mot de passe perdu est un modèle, peu importe si les boutons sont verts ou violets. Les modèles sont appelés modèles précisément parce que leur apparence visuelle peut différer, mais les similitudes fonctionnelles et leur relation (appelée configuration) restent les mêmes. Cependant, un langage de modèles comporte toujours un ensemble de directives visuelles contenant des couleurs et une typographie spécifiques. La plupart des systèmes de design permettent de configurer les éléments d'un langage de modèles (via ses modèles) en fonction des besoins.
Un kit d’interface utilisateur est simplement un ensemble de composants graphiques, sans règles explicites fournies pour son utilisation.

## Résumé
Un système de design comprend divers composants, modèles, styles et lignes directrices qui aident à rationaliser et à optimiser les efforts de conception. Les facteurs critiques à prendre en compte lors de la création d'un système de design incluent la portée et la capacité à reproduire les projets ainsi que la disponibilité des ressources et du temps. Si les systèmes de design ne sont pas correctement mis en œuvre et entretenus, ils peuvent devenir désorganisés, rendant le processus de conception moins efficace. Toutefois, lorsqu’ils sont bien mis en œuvre, ils peuvent simplifier le travail, rendre les produits finaux plus cohérents et permettre aux concepteurs de relever des défis UX complexes.